# 棹菓子

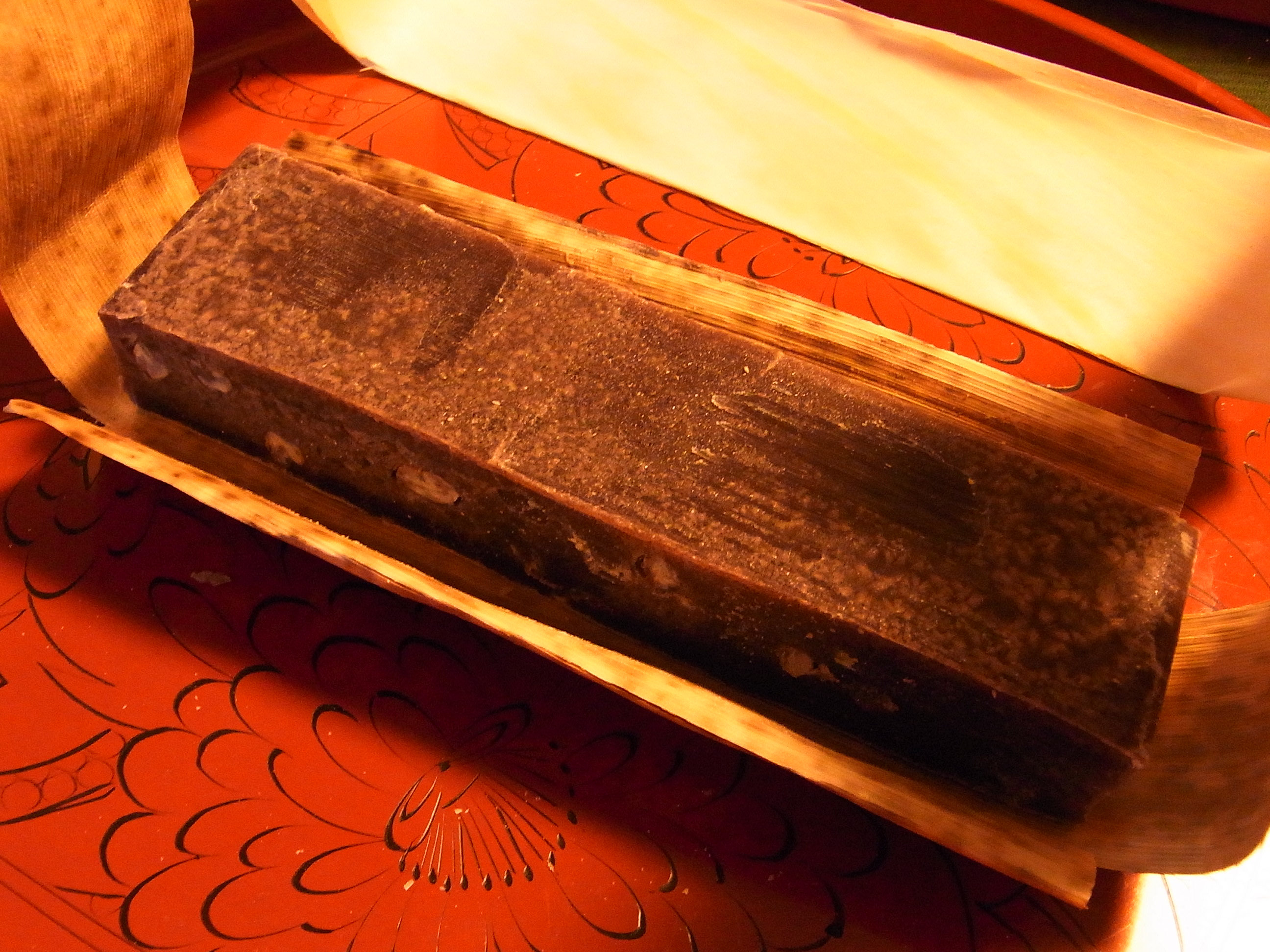
棹菓子の例（村岡総本舗の羊羹）

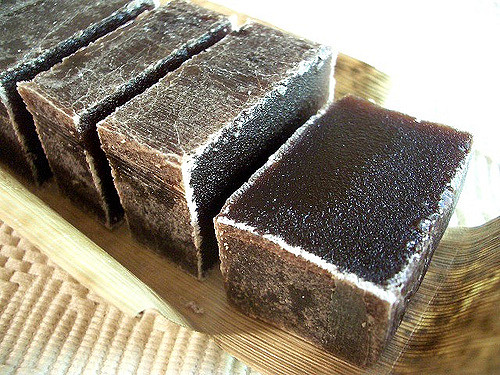
切り分けられた棹菓子の例（羊羹）

棹菓子（さおがし）とは、和菓子を形状によって分類した呼称。細長い棒状のもので、包丁で切り分けて提供される。
棹物（さおもの）、棹物菓子ともいう。蒸し羊羹が代表的な棹菓子で、「棹菓子」は羊羹の異名とされることもあるが、ういろうや餅などについても棹菓子と言う。

## 概要
「棹」（さお）は、木の棒の意味で、竹の竿と書き分けられるが、本来は同じ。長持、三味線など、長いものや長い棒の付いたものの一部を数える助数詞としても使われ、同様に羊羹なども「棹」と数える。
棹菓子はまとまりがよく、また人数に応じて包丁で適宜に切り分けられる重宝さがあることから、格の高い菓子とされて贈答に用いられた。
棹菓子と呼ばれるものでは、蒸して作る羊羹、外郎が一般的であるが、スポンジケーキ風の蒸し菓子や、焼いたり蒸したりしてから餡を巻くロールケーキ状の和菓子なども含まれる。通常は食べる前に短く切り分けて出される。店によっては、食べやすくしたり配りやすくする目的で一口サイズに切り分けて個包装をしたり、半分のサイズで風味の違う物を詰め合わせたりして販売する例もある。

## 棹菓子の例
- 羊羹[3]
- ういろう[3]
- ゆべし[3]
- 塩羊羹（長野県下諏訪町）
- あわ雪（愛知県岡崎市）
- をちこち（愛知県名古屋市）[3]
- からすみ（岐阜県東部）
- 山路（岐阜県中津川市）[3]
- さゝ栗（岐阜県中津川市）[3]
- 雲龍（京都府京都市）[3]
- 洲浜（京都府京都市）[3]
- 京観世（京都府京都市）[3]
- 千鳥羹（島根県安来市）[3]
- 小男鹿（徳島県徳島市）[3]
- さが錦（佐賀県佐賀市）
- 巻蒸（大分県中津市）
- 軽羹（鹿児島県）[3]
- 木目羹（鹿児島県）[3]